# Bête, mais discipliné
Pour plus de détails, voir Fiche technique et Distribution.
Bête, mais discipliné est un film français de Claude Zidi, sorti en 1979.

## Synopsis
Jacques fait son service militaire. Souffre-douleur de ses camarades, effacé, timide, rond et maladroit, il est contraint d'accepter d'être le chauffeur d'une ambulance spéciale dans laquelle ont pris place un agent secret, Stévenin, et un faux malade mais vrai savant, inventeur d'un gaz mystérieux, que les autorités françaises veulent faire circuler discrètement à travers le pays.
Jacques est bien contrarié car il a donné rendez-vous à son amie Sylvie avec laquelle il compte se fiancer.
D'imprévus en multiples quiproquos, Jacques retourne la situation en sa faveur et s'en va retrouver Sylvie à l'hôtel où elle l'attend.

## Fiche technique
- Titre : Bête, mais discipliné
- Réalisation : Claude Zidi
- Scénario : Claude Zidi, Michel Fabre
- Photographie : Jean-Paul Schwartz
- Musiques : Olivier Dassault, Philippe d'Aram
- Décors : Jacques Bufnoir
- Montage : Georges Klotz
- Production : Christian Fechner, Bernard Artigues, Bernard Marescot
- Société de production : Les Films Christian Fechner
- Pays :  France
- Genre :  Comédie
- Durée :  95 minutes
- Date de sortie :
  - France : 22 août 1979

## Distribution
- Jacques Villeret : Jacques Cardot
- Michel Aumont : Stévenin
- Michel Robbe : Patrice Cochy
- Kelvine Dumour : Sylvie Colin
- Céleste Bollack : Claudine
- Catherine Lachens : Ingrid Cochy
- Dimitri Rafalsky : professeur Pavlov
- Jean Martin : le directeur de l’hôtel
- Daniel Auteuil : Alain, bidasse
- Gérard Lanvin : bidasse
- Pascal Benezech : Roland, bidasse
- Jean-Paul Muel : inspecteur euphorique
- Jacques Maury : bijoutier
- Franck-Olivier Bonnet : sergent
- Jean Lanier : colonel
- Féodor Atkine : acteur Othello
- Gérard Caillaud : maître d'hôtel
- René Van De Val : homme à la main de fer
- Jean Rougerie : chef du personnel
- Irina Tarassov : téléphoniste
- Cerise[1] : collègue de Sylvie
- Jean-François Dérec : barman
- Jean Puyberneau : client de l'hôtel
- Philippe Desboeuf : spectateur d'Othello
- Laurence Ragon : spectatrice d'Othello
- Annie Jouzier : cliente de l'hôtel
- Franck Stuart : un spectateur d'Othello
- Claude Barrois
- Catherine Carole
- Alain Corrieras
- Jacques Cyngiser
- Hélène Dublin (pseudo. d'Hélène Zidi-Chéruy)
- Danièle Duvivier
- Roland Legrain
- Robert Ohniguian
- Papinou
- Adrien Silvio
- Hubert Watrinet